# Convento degli agostiniani (Levanto)
L'ex convento degli agostiniani è stato un luogo di culto cattolico situato nel comune di Levanto, in via San Nicolò, in provincia della Spezia. Il complesso, dopo diversi usi nei secoli dopo la soppressione dell'ordine religioso, è oggi sede di un ostello della Gioventù e di spazi espositivi comunali.

## Storia e descrizione
Secondo una versione storica locale, priva però di riscontri sulla veridicità, un primo complesso conventuale fu fondato dai monaci cassinesi in epoca medievale; l'ordine però, secondo quanto ripreso in un manoscritto del 1924 del sacerdote Rocco Cinollo, abbandonò il borgo di Levanto, forse per la mancanza di religiosi, già nel XV secolo.
Per l'edificazione di un nuovo complesso si dovette attendere invece la fine del XVI secolo quando, dopo l'acquisto o la donazione di un terreno con due case diroccate nella zona interna della Porta dell'Acqua, l'ordine degli agostiniani, precedentemente stanziati presso Punta Mesco (eremo di Sant'Antonio del Mesco), avviò la costruzione del convento e della chiesa; l'edificio venne completato a metà del Seicento.
Gli agostiniani soggiornarono nel convento fino alla fine del XVIII secolo quando, con la nuova dominazione napoleonica in Liguria, abbandonarono la struttura che fu alienata alla municipalità di Levanto e quindi convertita in ospedale, al primo piano, e i piani superiori a sede della locale scuola elementare e di uffici comunali.
Con la costruzione della linea ferroviaria l'ex convento fu nel 1840 in parte abbattuto, ma ristrutturato tra il 1912 e il 1913 per il nuovo uso ospedaliero e scolastico (asilo infantile). Lo spostamento dell'ospedale cittadino portò ad una nuova conversione dell'edificio negli anni sessanta del Novecento che fu adibito come casa di riposo per anziani.
Tra il 1998 e il 2000, in occasione delle celebrazioni religiose per il Giubileo, sono stati stanziati nuovi interventi di recupero che hanno portato all'uso dell'edificio quale ostello della Gioventù e auditorium, nonché la conversione degli altri spazi come sede permanente di esposizioni d'arte, storici e della cultura levantese.